# Katamari Damacy (spelserie)
Katamari Damacy är namnet på det första spelet i en spelserie skapad av Keita Takahashi. De första spelen släpptes till Sonys Playstation 2 men Katamari-titlar har med tiden börjat dyka upp även till konkurrerande system. Utöver Beautiful Katamari till Xbox 360 fanns det planer på en version avsedd för Nintendo DS. Det projektet bytte dock riktning, och spelet ifråga släpptes istället till Playstation Portable under namnet Me & My Katamari.
De utgivna Katamari-spelen inkluderar:
- Katamari Damacy - Playstation 2
- We ♥ Katamari - Playstation 2
- Me & My Katamari - Playstation Portable
- Beautiful Katamari - Xbox 360
- Katamari Forever - Playstation 3
- i Love Katamari - Iphone

Det bisarra visuella språket i Katamari-serien har inspirerat till skapelser med liknande utseende även utanför spelens värld. Bl.a. finns en serie hattar tillverkade av Xiola Azuthra, en verksamhet som uppskattas och uppmuntras av spelseriens skapare Keita Takahashi. Dessutom har musiken ur några av spelen givits ut på cd-skivor.